# Ctenus incolans
Ctenus incolans este o specie de păianjeni din genul Ctenus, familia Ctenidae, descrisă de F. O. P.-cambridge, 1900. Conform Catalogue of Life specia Ctenus incolans nu are subspecii cunoscute.